# Karan Kandhari
Karan Kandhari és un director de cinema, guionista i director de fotografia britànic indi .
El 2009, Kandhari va dirigir el curtmetratge Hard Hat, una història malenconiosa de tres immigrants que es troben en una feina a la construcció de pagament sota mà a Londres. La pel·lícula va ser seleccionada per a nombrosos festivals de cinema d'arreu del món, guanyant el premi del públic al Rushes Soho Short Film Festival el 2010. El 2024, la seva pel·lícula de debut com a director Sister Midnight es va estrenar al 77è Festival Internacional de Cinema de Canes.

## Resposta crítica
| « | "Hi ha evidències de millors coses dels directors britànics asiàtics, tal com ho demostra Karan Kandhari amb Bye Bye Miss Goodnight. Oferint una instantània única d'avantguarda de l'Índia urbana moderna, aquesta road movie visualment ambiciosa desmenteix el seu modest pressupost per crònica de l'improbable trobada entre un conductor de taxi de Mumbai i una autostopista embarassada d’esperit lliure." - David Parkinson, BBC Film | » |